# Langning
Langning kallas den verksamhet att illegalt förse tredje person med alkohol, narkotika eller sprängmedel (som t.ex. fyrverkeripjäser) genom försäljning eller annat överlämnande, om denne ej har laglig rätt att inneha eller köpa dem. 
I vardagstal kan langning både syfta på försäljning av olagliga droger (såsom narkotika), och på försäljning av lagliga droger som till exempel alkohol till personer som inte är berättigade att köpa dem. I svensk juridisk terminologi syftar begreppet langning i första hand på den senare användningen av begreppet. En person som ägnar sig åt langning betecknas langare. Ofta ingår det som langas i beteckningen på personerna, såsom spritlangare eller narkotikalangare (vardagligt knarklangare).

## Lagstiftning i Sverige
Langning är i detta sammanhang benämningen på den brottsliga handling då någon köper ut, säljer, lånar ut eller ger bort starköl, vin eller sprit till en person under 20 år. För folköl gäller åldersgräns 18 år. 

### Servering
På restauranger och nattklubbar med serveringstillstånd gäller åldersgräns 18 år för inköp av samtliga alkoholhaltiga drycker och tobaksvaror. Alkoholhaltig dryck måste dock säljas med skäligt pålägg enligt alkohollagen då det är förbjudet att bjuda på alkohol. Det är då den serveringsansvariges ansvar att kunden inte dricker sig berusad. 

### Straff
Langning kan ge böter eller fängelse i upp till två år, vid grova brott upp till fyra år.

### Alkohollagen
Följande säger alkohollagen 3 kap. (1994:1738) om försäljning av alkohol:
8§ Vid detaljhandel med spritdrycker, vin och starköl får varor inte säljas eller annars lämnas ut till den som inte har fyllt 20 år. Motsvarande gäller vid detaljhandel med öl och servering av alkoholdrycker i fråga om den som inte har fyllt 18 år.
Alkoholdrycker får inte lämnas ut till den som är märkbart påverkad av alkohol eller annat berusningsmedel.
Alkoholdrycker får inte lämnas ut om det finns särskild anledning anta att varan är avsedd att olovligen tillhandahållas någon.
Den som lämnar ut alkoholdrycker skall förvissa sig om att mottagaren har uppnått den ålder som anges i första stycket.
9§ Det är förbjudet att som ombud eller på därmed jämförligt sätt anskaffa alkoholdrycker till den som enligt 8 § inte har rätt att få sådan vara utlämnad till sig. Det är också förbjudet att i större omfattning tillhandagå annan med att anskaffa alkoholdrycker.
Spritdrycker, vin eller starköl får inte överlämnas som gåva eller lån till den som inte har fyllt 20 år. Öl får inte överlämnas som gåva eller lån till den som inte har fyllt 18 år.
Andra stycket gäller inte när någon bjuder på en alkoholdryck för förtäring på stället. Spritdrycker, vin eller starköl får dock inte bjudas den som inte fyllt 20 år, om det med hänsyn till den bjudnes ålder och omständigheterna i övrigt är uppenbart oförsvarligt. Detsamma gäller i fråga om öl beträffande den som inte fyllt 18 år. Lag (2001:414).

## Läs mer
- Alkohollagen